# Krzysztof Ławniczak
Krzysztof Ławniczak (ur. 21 września 1960 w Białymstoku) – polski aktor teatralny i filmowy.
W latach 1979–80 występował w Teatrze Dramatycznym w Elblągu. Od roku 1981 aktor Teatru Dramatycznego w Białymstoku.
Najważniejsze role w Teatrze Dramatycznym im. Aleksandra Węgierki w Białymstoku:
- Operetka, reż. Leszek Czarnota, 1988  (Baron Firulet)
- Zapiski Oficera Armii Czerwonej, reż. Andrzej Jakimiec, 1992  (Starszy Lejtnant Zubow)[1]
- Ferdydurke, reż. Andrzej Jakimiec, 1994   (Józio II)
- Iwona księżniczka Burgunda, reż. Waldemar Śmigasiewicz, 1999   (Szambelan)
- Seks, prochy i rock & roll, reż. Magdalena Kłaczyńska, 1999  (monodram)
- Tango, reż. Waldemar Śmigasiewicz, 2001  (Stomil)
- Moralność pani Dulskiej, reż. Waldemar Śmigasiewicz, 2001  (Pan Dulski)
- Niedźwiedź. Oświadczyny, reż. Piotr Kowalewski, 2002  (Grigorij Stiepanowicz Smirnow, Iwan Łomow)
- Sztuka, reż. Piotr Dąbrowski, 2004  (role)
- Mistrz i Małgorzata, reż. Piotr Dąbrowski, 2004  (Mistrz)
- Scenariusz dla trzech aktorów, reż. Bogusłąw Semotiuk, 2006  (Cze)
- Lot nad kukułczym gniazdem, reż. Julia Wernio, 2008  (Martini)
- Antygona w Nowym Jorku, reż. Zbigniew Lesień, 2008  (Pchełka)
- Świętoszek, reż. Bogdan Michalik, (od 2008)   (Tartuffe)
- Pinokio, reż. Piotr Dąbrowski, 2009  (Żandarm, Doktór, Dziecko, Dżdżownica)
- Wyspy GUŁag, reż. Piotr Ziniewicz, 2009  (Lew Nikołajewicz Ignatowski)
- Pomysł na morderstwo, reż Jerzy Bończak, 2009   (Harold)
- Zakłócenia w eterze, reż Piotr Dąbrowski, 2010  (Sandler)
- Przyjazne dusze, reż Wojciech Dąbrowski, 2010  (Jack Cameron)
- Czarnobylska modlitwa, reż. Agnieszka Korytkowska – Mazur, 2012  (Czerwony Partyzant)
- Wariatka z Chaillot, reż. Anna Smolar, 2012  (Szmaciarz)
- Gąska, w ramach sceny Inicjatyw Artystycznych, 2013 (Fiodor)
- Czarnobyl. Last minute, S. Aleksijewicz, reż. Agnieszka Korytkowska-Mazur, 2013 (Czerwony Partyzant)
- Śmierć komiwojażera, A. Miller, reż. Iwo Vedral, 2013 (Willy)
- Rewizor, N. Gogol, reż. Jacek Jabrzyk, 2014 (Ammos Lapkin-Tiapkin – sędzia)
- Dziady III, A. Mickiewicz, reż. Natalia Korczakowska, 2014 (Doktor)
- Bieżeńcy. Exodus, D. Łukasińska,  op. reż. Agnieszka Korytkowska-Mazur, 2015
- Romeo i Julia, W. Szekspir, reż. Katarzyna Deszcz, 2016 (Capuletti)
- Cudowna, reż. Zuzanna Bojda, 2016 (Sekretarz)
- Trans-Atlantyk, W. Gombrowicz, reż. Jacek Jabrzyk, 2016 (Poseł/Minister Kosiubidzki)
- Balladyna, reż. Katarzyna Deszcz, 2017 (Kanclerz)

Filmy/seriale:
- Zmruż oczy, reż. Andrzej Jakimowski  2003  (Więcek)
- Sztuczki, reż. Andrzej Jakimowski  2007 (Pan z Teczką)

Nagrody/osiągnięcia:
Aktor Sezonu 2003/2004 w plebiscycie publiczności (2004)
Nagroda Marszałka Województwa Podlaskiego za osiągnięcia w dziedzinie twórczości artystycznej, upowszechniania oraz ochrony kultury za sezon artystyczny 2013/2014